# Normangee
Normangee es un pueblo ubicado en el condado de León en el estado estadounidense de Texas. En el Censo de 2010 tenía una población de 685 habitantes y una densidad poblacional de 236,99 personas por km².

## Geografía
Normangee se encuentra ubicado en las coordenadas 31°1′49″N 96°6′57″O / 31.03028, -96.11583. Según la Oficina del Censo de los Estados Unidos, Normangee tiene una superficie total de 2.89 km², de la cual 2.89 km² corresponden a tierra firme y (0%) 0 km² es agua.

## Demografía
Según el censo de 2010, había 685 personas residiendo en Normangee. La densidad de población era de 236,99 hab./km². De los 685 habitantes, Normangee estaba compuesto por el 72.41% blancos, el 17.66% eran afroamericanos, el 0.88% eran amerindios, el 0.15% eran asiáticos, el 0% eran isleños del Pacífico, el 5.69% eran de otras razas y el 3.21% pertenecían a dos o más razas. Del total de la población el 9.49% eran hispanos o latinos de cualquier raza.